# Арлингтън (Вашингтон)
Вижте пояснителната страница за други значения на Арлингтън.
Арлингтън (на английски: Arlington) е град в окръг Снохоумиш, щата Вашингтон, САЩ. Арлингтън е с население от 11 713 жители (2000) и обща площ от 19,6 km². Намира се на 35 m надморска височина. ЗИП кодът му е 98223, а телефонният му код е 360.